# Deutsche Freie-Partie-Meisterschaft 1964/65
Die Deutsche Freie-Partie-Meisterschaft 1964/65 ist eine Billard-Turnierserie und fand vom 9. bis zum 10. Januar 1965 in Krefeld zum zehnten Mal statt.

## Geschichte
Mit einer Sensation endete die 10. Deutsche Meisterschaft in der Freien Partie. Der Bergisch Gladbacher Matthias Metzemacher, vor Turnierbeginn bei dieser starken Konkurrenz als Außenseiter gehandelt, gewann ungeschlagen den Titel. Bei nur einem Unentschieden in der ersten Runde gegen Norbert Witte in sieben Aufnahmen war es sein einziger Punktverlust. Der bei seiner neunten Meisterschaftsteilnahme viermalige Sieger und viermalige Zweite favoritisierte Siegfried Spielmann wurde mit nur einem Sieg gegen den Berliner Hartmut Burgwig lediglich Vierter. Der hochtalentierte Berliner Dieter Müller musste sich nur gegen den Sieger geschlagen geben und wurde Zweiter vor Norbert Witte, der zwei Turnierrekorde erspielte.

## Modus
Gespielt wurde im Round-Robin-Modus bis 500 Punkte. Die Endplatzierung ergab sich aus folgenden Kriterien:
1. Matchpunkte
2. Generaldurchschnitt (GD)
3. Höchstserie (HS)

## Abschlusstabelle
| MP    | Match Points (Sieger = 2; Unentschieden = 1; Verlierer = 0) |
| Pkte. | Erzielte Karambolagen                                       |
| Aufn. | Benötigte Versuche                                          |
| GD    | Generaldurchschnitt                                         |
| BED   | Bester Einzeldurchschnitt eines Spielers                    |
| HS    | Höchstserie                                                 |
|       | Bester GD des Turniers                                      |
|       | Bester ED des Turniers                                      |
|       | Beste HS des Turniers                                       |
|       | 1. Platz (Gold)                                             |
|       | 2. Platz (Silber)                                           |
|       | 3. Platz (Bronze)                                           |

| Klassement                 | Klassement                               | Klassement | Klassement | Klassement | Klassement | Klassement | Klassement |
| Platz                      | Name                                     | MP         | Pkte.      | Aufn.      | GD         | BED        | HS         |
| -------------------------- | ---------------------------------------- | ---------- | ---------- | ---------- | ---------- | ---------- | ---------- |
| 1                          | Matthias Metzemacher (Bergisch Gladbach) | 7:1        | 2000       | 40         | 50,00      | 71,42      | 332        |
| 2                          | Dieter Müller (Berlin)                   | 6:2        | 1760       | 42         | 41,90      | 166,66     | 266        |
| 3                          | Norbert Witte (Essen)                    | 5:3        | 1561       | 30         | 52,03      | 71,42      | 403        |
| 4                          | Siegfried Spielmann (Düsseldorf)         | 2:6        | 1113       | 33         | 33,72      | 125,00     | 268        |
| 5                          | Hartmut Burwig (Berlin)                  | 0:8        | 1147       | 37         | 31,00      | -          | 156        |
| Turnierdurchschnitt: 41,65 |                                          |            |            |            |            |            |            |